# Iósif Lapidus
Iósif Abrámovich Lapidus, en ruso: Иосиф Абрамович Лапидус ( Minsk, Bielorrusia, 1899 - 1941) fue un economista judío soviético. Se graduó de la Universidad Estatal de Moscú en 1924 y después fue profesor de Economía Política en la misma universidad.
Con Konstantín Ostrovitiánov, fue coautor de dos libros de texto para la educación superior, La economía política y su relación con la teoría de la economía soviética; Economía Política, y del manual Objeto y método de la economía política Además, Lapidus fue autor de En el primer tractor (1930) y La lucha por los mercados exteriores y el militarismo (1937).
Tras la invasión nazi a la Unión Soviética, en el verano de 1941 ingresó como voluntario en las milicias de defensa y murió en combate en octubre de 1941 durante la Batalla de Moscú.

## Libros traducidos al castellano
- Principios de economía política (con Konstantin Ostrovitianov). Madrid: Ediciones Bancario, 1937.
- La lucha por los mercados exteriores y el militarismo. Barcelona: Editorial Marxista, 1937.
- "Manuel de Economía Política" (con Konstantin Ostrovitianov); Martha Harnecker, Ed. (1971) El capital, conceptos fundamentales: 90-224. Santiago de Chile: Editorial Universitaria; decimoctava edición, México: Siglo XXI, 2002.